# 小口忠
小口 忠（おぐち ただし、1878年12月1日 - 1942年5月24日）は、日本の映画監督、脚本家、実業家である。本名同じ。日本映画の初期において、吉沢商店、日活向島撮影所の脚本家、筆頭監督として数多くの作品を手がけ、横田商会・日活関西撮影所の牧野省三、帝国キネマ演芸の中川紫朗らとともに、初期量産時代の日本のサイレント映画の基礎を築いた人物として知られる。40代で映画界を引退し、妻を助け、実業家に転身した。

## 人物・来歴

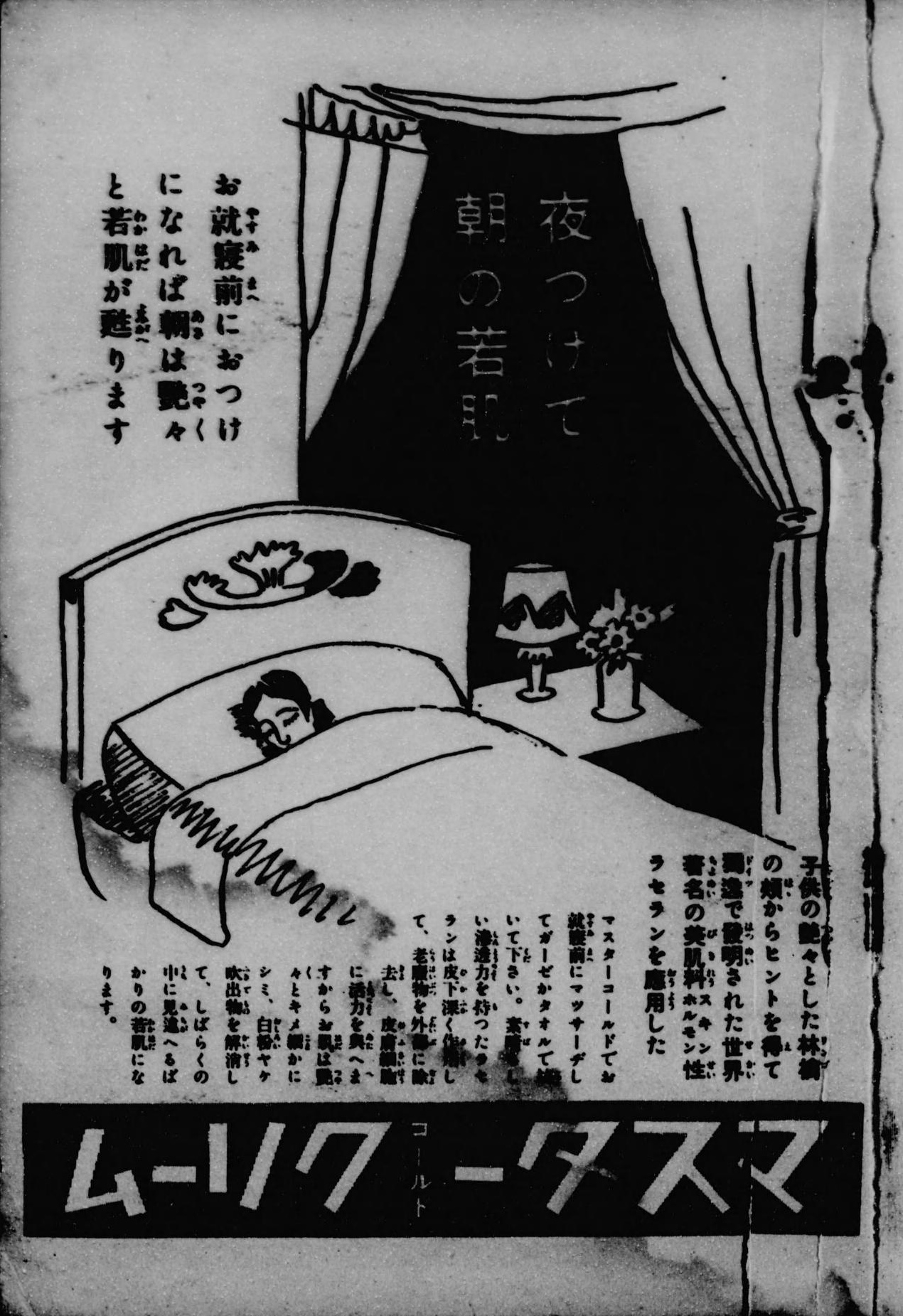
小口が手がけた「マスターコールドクリーム」（マスター化粧品）の広告、1936年（昭和11年）。

1878年（明治11年）に生まれる。正確な生地は不明であるが、東京府東京市（現在の東京都）であると推定されている。『日本映画監督全集』には「1883年ごろ」と記されているが、これは衣笠貞之助の小口との初対面のとき、見た目で受けた印象での年齢感から、同項を執筆した岸松雄が逆算して求めた数値である。
本郷座の座付作家（1906年 - 1914年）であった佐藤紅緑に弟子入りし、その速記者を務める。1908年（明治41年）、東京市京橋区南金六町13番地（現在の東京都中央区銀座8丁目10番8号）にあった吉沢商店が佐藤紅緑を部長に考案部を設置、これに所属する。同僚には、大熊暗潮、中川慶二、斎藤五百枝、桝本清、岩崎舜花（岩崎春禾）らがいた。同社が目黒に新設した撮影所で製作するサイレント映画の脚本を書き、演出したが、小口が関わった具体的な作品名は不明である。
美顔術についての取材の際に寺本みち子（のちの小口みち子、1883年 - 1962年）と出会い、1910年（明治43年）6月に結婚する。 東京市京橋区京橋1丁目7番地（現在の東京都中央区京橋）のみち子の美容館のとなりに新居を構え、1911年（明治44年）9月には第一子総子が生まれている。1913年（大正2年）、長女総子が麻疹で死去した。
1912年（大正元年）9月10日、同社は、福宝堂、横田商会、M・パテー商会との4社合併で「日本活動写真株式会社」（日活）を設立、翌年10月には向島撮影所が新設され、小口らは同撮影所の所属となり、「狂言方」と呼ばれる脚本家兼監督の係の筆頭となる。向島撮影所は700本を超える作品を製作したが、田中栄三や細山喜代松らが監督として加入するまで、そのほとんどの作品を小口が手がけている。撮影時の小口のスタートのかけ声は「あ、行くよ」、カットのかけ声は「あ、終わり」、フィルムのロールチェンジが必要なときには「待った」と声をかけたという。小口は洋装を身につけることはなく、たいていが和服の着流しで、布製の財布を懐にしまっていたという。田中栄三、溝口健二は、小口の助監督を経て監督に昇進した弟子である。
1921年（大正10年）の正月興行から、同撮影所に「第三部」が設置され、小口が手がけて来た吉沢商店以来の新派劇から、女優を使用する新劇への改革が図られるようになり、1922年（大正11年）8月20日に公開された『寒山寺の一夜』を最後に、同社を退社した。退社後は、みち子が手がける事業のうち、本格化したマスター化粧品の販売を手がけ、実業家に転身した。1923年（大正12年）には、三越日本橋本店に美容室を出店している。同年9月1日に起きた関東大震災の折には、家屋および隣接する美容館が被災し、全焼したが、ただちに復興した。このとき、小口が多くの作品を手がけた日活向島撮影所も壊滅し、ほとんどの作品が失われた。岸松雄が溝口健二に聞いたところによると、晩年の小口は、病気により、手足を切断する不幸に見舞われたという。
1942年（昭和17年）5月24日、肺炎により死去する。享年63（満61-62歳没）。墓所は多磨霊園。このとき妻みち子は京橋の美容館を閉じ、美容室は三越日本橋本店の出店のみに縮小したという。みち子は第二次世界大戦後、1962年（昭和37年）7月27日、満79歳で老衰により死去した。

## フィルモグラフィ

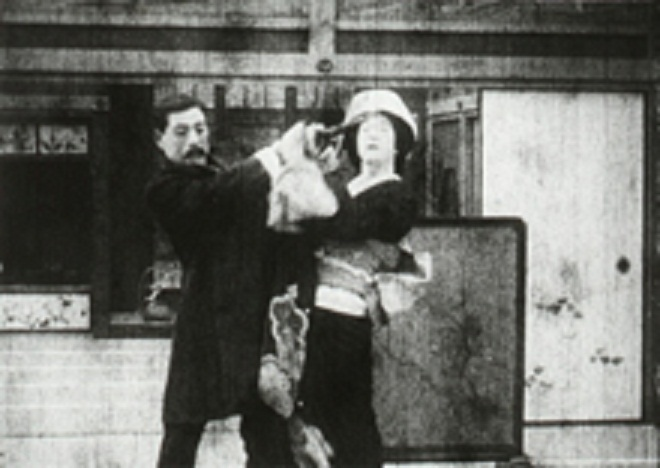
小口が手がけたと推定される『うき世』（1916年）、左・大村正雄、右・立花貞二郎。

クレジットはすべて「監督」である。公開日の右側には監督を含む監督以外のクレジットがなされた場合の職名、および東京国立近代美術館フィルムセンター（NFC）、マツダ映画社所蔵等の上映用プリントの現存状況についても記す。同センター等に所蔵されていないものは、とくに1940年代以前の作品についてはほぼ現存しないフィルムである。資料によってタイトルの異なるものは併記した。

### 日活向島撮影所
すべて製作は「日活向島撮影所」、配給は「日活」、すべてサイレント映画である。
- 『逸見貞蔵』 : 主演不明、1912年11月1日公開 - 吉沢商店製作作品の再映説あり[7]
- 『仮面』 : 主演不明、1913年製作・公開
- 『淡雪物語』 : 主演不明、1913年製作・公開
- 『男』 : 主演不明、1913年製作・公開
- 『恋の力』 : 主演不明、1913年製作・公開
- 『片破れ月』 : 主演不明、1913年製作・公開
- 『残月』 : 主演不明、1913年製作・公開
- 『小天狗藤三』（『小旦那藤三』） : 主演不明、1913年製作・公開
- 『降魔』 : 主演不明、1913年製作・公開
- 『破戒』 : 主演不明、1913年製作・公開
- 『富と愛』 : 主演不明、1913年製作・公開
- 『みだれ髪』 : 主演不明、1913年製作・公開
- 『鶯草紙』（『鶯情話』） : 主演不明、1913年製作・公開
- 『生さぬ仲』 : 主演不明、1913年4月1日公開
- 『女きらひ』 : 主演不明、1913年4月1日公開
- 『花の嵐』（『花嵐』） : 主演不明、1913年4月1日公開
- 『残る面影』 : 主演不明、1913年4月11日公開
- 『順礼歌』 : 主演不明、1913年4月15日公開
- 『清濁』 : 主演五味国太郎、1913年4月15日公開
- 『波の鼓』（『波のつづみ』） : 主演不明、1913年4月15日公開
- 『暗の都』 : 主演山崎長之輔、1913年4月21日公開
- 『金波銀波』 : 主演不明、1913年5月1日公開
- 『後の己が罪』 : 主演不明、1913年5月1日公開
- 『其夜の月』 : 主演不明、原作やまと新聞連載、1913年5月15日公開
- 『夏草』 : 主演不明、1913年5月15日公開
- 『五月鯉』 : 主演不明、1913年6月1日公開
- 『雷おしん』（『女侠客雷おしん』） : 主演不明、1913年6月1日公開
- 『木曽富五郎』 : 主演不明、1913年6月15日公開
- 『人の妻』 : 主演不明、1913年7月1日公開
- 『長恨歌』 : 主演市川九女八、1913年7月1日公開
- 『絶叫』 : 主演不明、1913年7月31日公開
- 『女優小夜子』 : 主演不明、1913年7月31日公開
- 『鬼薊』 : 主演五味国太郎・関根達発、1913年8月1日公開
- 『女相場師』 : 主演不明、1913年9月1日公開
- 『白狐のおせん』 : 主演森三之助、1913年9月15日公開
- 『明治侠骨不動源治』（『明治侠客不動源治』） : 主演森三之助、1913年9月24日公開
- 『初時雨』 : 主演不明、1913年9月製作・公開
- 『やどり木』 : 主演関根達発・立花貞二郎、原作柳川春葉、1913年10月5日公開
- 『子煩悩』 : 主演不明、原作伊原青々園、1913年10月20日公開
- 『黒装束』（『探偵奇譚黒装束』） : 主演森三之助・関根達発、1913年10月20日公開
- 『女一代』（『女一代記』） : 主演山崎長之輔、原作柳川春葉、1913年10月公開
- 『百合子』（『悲劇百合子前篇』） : 主演五味国太郎・関根達発、原作菊池幽芳、1913年11月5日公開
- 『渦巻 前篇』 : 主演立花貞二郎・関根達発、原作渡辺霞亭、脚本篠山吟葉、1913年11月5日公開
- 『渦巻 後篇』 : 主演立花貞二郎・関根達発、原作渡辺霞亭、脚本篠山吟葉、1913年11月24日公開
- 『忍び駒』 : 主演立花貞二郎、原作篠山吟葉、1913年11月公開
- 『犯さぬ罪 出獄後』 : 主演不明、1913年12月公開
- 『橘花子』 : 主演大村正雄・小森傑、1913年12月公開
- 『新橋情話』 : 主演不明、原作小島孤舟、脚本篠山吟葉、1913年12月公開
- 『夜嵐おきぬ』 : 主演不明、1913年12月公開

- 『谷底』 : 主演森三之助・関根達発、原作佐藤紅緑、脚本桝本清、1914年2月1日公開
- 『辻うら売り』（『子の一念』） : 主演立花貞二郎、1914年12月製作・公開 - 細山喜代松監督説もあり[7]

- 『浮雲』 : 主演不明、1915年1月製作・公開
- 『琵琶歌』 : 主演不明、1915年1月製作・公開
- 『母の心』 : 主演不明、1915年1月製作・公開
- 『ルイズの最後』（『伯爵夫人』） : 主演不明、原作田口掬汀、1915年2月製作・公開
- 『娘一代』 : 主演土方勝三郎、1915年11月製作・公開
- 『黄菊白菊』 : 主演関根達発・立花貞二郎、1915年11月製作・公開
- 『かわらぬ袖』 : 主演不明、1915年11月製作・公開
- 『潮の花』 : 主演不明、1915年12月製作・公開
- 『霞小袖』 : 主演不明、1915年12月製作・公開
- 『神出鬼没』 : 主演不明、原作川上眉山、1915年12月製作・公開

- 『召集令』 : 主演不明、1916年1月製作・公開
- 『爆弾お玉』（『爆裂お玉』） : 主演不明、1916年1月製作・公開

- 『二人静』 : 主演大村正雄・五月操、原作柳川春葉、脚本新海文次郎、1917年1月14日公開
- 『通夜物語』 : 主演秋月邦武・立花貞二郎、原作泉鏡花、1917年3月1日公開
- 『毒草』 : 主演立花貞二郎・五月操、原作菊池幽芳、脚本桝本清、1917年3月11日公開
- 『うき世』 : 主演立花貞二郎・関根達発、原作柳川春葉、1917年3月公開 - 一部欠損した51分尺で現存（演劇博物館所蔵[15]）
- 『つきぬ涙』 : 主演立花貞二郎・五月操、1917年3月26日公開
- 『誘惑』 : 主演横山運平・五月操、原作徳田秋声、脚本桝本清、1917年6月10日公開

- 『七色指環』 : 主演大村正雄・藤野秀夫、脚本田中栄三、1918年1月13日公開
- 『女気質』 : 主演藤野秀夫・山本嘉一、1918年2月1日公開
- 『犠牲』 : 主演新井淳・東猛夫、1918年2月1日公開
- 『雪枝夫人』 : 主演染谷弘・新井淳、脚本岩崎春禾、1918年2月14日公開
- 『毒煙』 : 主演山本嘉一・衣笠貞之助、脚本桝本清、1918年2月15日公開
- 『二人娘』 : 主演山本嘉一・東二郎、脚本桝本清、1918年2月28日公開
- 『忘れ子』（『わすれ子』[7]） : 主演山本嘉一・大村正雄、原作渡辺黙扇、1918年2月28日公開
- 『捨てられた母』 : 主演山本嘉一・五月操、脚本桝本清、1918年3月30日公開
- 『金色夜叉』 : 共同監督田中栄三、主演藤野秀夫・衣笠貞之助、原作尾崎紅葉、脚本桝本清、1918年4月12日公開
- 『涙の雨』 : 主演大村正雄・新井淳、脚本岩崎春禾、1918年4月30日公開
- 『続金色夜叉』 : 主演藤野秀夫・大村正雄、原作長田幹彦、脚本岩崎春禾、1918年5月1日公開
- 『兄と弟』 : 主演山本嘉一・藤野秀夫、脚本桝本清、1918年5月26日公開
- 『薄き縁』 : 主演新井淳・東二郎脚本鬼頭磊三、1918年6月6日公開
- 『国の誉』（『ひもんや美談』） : 主演山本嘉一・藤野秀夫、脚本桝本清、1918年6月18日公開
- 『夕潮』 : 主演横山運平・東二郎、原作長田幹彦、脚本岩崎春禾、1918年6月18日公開
- 『乃木将軍』（『噫、乃木将軍』） : 主演山本嘉一・五月操、脚本岩崎春禾、字幕北山清太郎、1918年9月1日公開
- 『女一代』 : 主演山本嘉一・衣笠貞之助、原作柳川春葉、1918年9月15日公開
- 『新召集令』 : 主演山本嘉一・衣笠貞之助、脚本桝本清、1918年9月30日公開
- 『伊藤公爵』（『偉人伊藤公』） : 主演不明、1918年10月31日公開
- 『大和魂』 : 主演不明、1918年11月17日公開
- 『雪の下萠』 : 主演不明、1918年製作・公開

- 『大西郷』 : 主演山本嘉一・藤野秀夫、1919年1月13日公開
- 『残る花』 : 主演山本嘉一、原作長田幹彦、1919年3月1日公開
- 『軍神広瀬中佐』 : 主演不明、1919年4月1日公開
- 『生さぬ仲 前篇』 : 主演不明、原作柳川春葉、1919年4月21日公開
- 『生さぬ仲 後篇』 : 主演不明、原作柳川春葉、1919年製作・公開
- 『国の誉』 : 主演藤野秀夫、1919年5月18日公開
- 『観音岩』 : 主演不明、原作川上眉山、1919年5月29日公開
- 『豹子頭林冲』（『豹子頭淋仲』[7]） : 主演山本嘉一・藤野秀夫、脚本木藤三石、1919年6月15日公開
- 『梅雨の廂』 : 主演不明、1919年7月3日公開
- 『かなや小梅』 : 主演不明、原作伊原青々園、1919年7月30日公開
- 『新聞売子』 : 主演山本嘉一・衣笠貞之助、原作菊池幽芳、1919年9月14日公開
- 『恋の津満子』 : 主演藤野秀夫・東猛夫、脚本桝本清、1919年9月27日公開
- 『牡丹のお蝶』 : 主演不明、1919年10月31日公開
- 『板垣退助 自由の誉』 : 主演不明、1919年11月2日公開（板垣退助薨去による追悼特集）
- 『姉と妹』 : 主演不明、原作井田弦声、1919年11月23日公開
- 『勇み肌』 : 主演土方勝三郎、1919年12月31日公開
- 『つきぬ涙』 : 主演不明、1919年製作・公開
- 『ベルス』 : 主演不明、1919年製作・公開

- 『小松島』 : 主演不明、原作村井弘斎、1920年1月14日公開
- 『涙日記』 : 主演不明、1920年2月14日公開
- 『松本訓導』 : 主演高勢実、1920年3月13日公開
- 『火中の美人』 : 主演不明、1920年3月19日公開
- 『三味のもつれ』 : 主演不明、1920年4月15日公開
- 『落潮』 : 主演不明、原作小栗風葉、1920年5月1日公開
- 『露草』 : 主演不明、原作長田幹彦、1920年6月6日公開
- 『其夜の一念』 : 主演不明、1920年6月20日公開
- 『恋衣』 : 主演不明、原作長田幹彦、1920年10月16日公開
- 『人の子』 : 主演不明、1920年12月19日公開
- 『謎の女』 : 主演不明、1920年12月31日公開
- 『孤島の花』 : 主演不明、1920年製作・公開
- 『小町茶屋』 : 主演不明、1920年製作・公開

- 『狂える画家』（『狂へる画家』[7]） : 主演不明、1921年製作・公開
- 『二つの愛』 : 主演不明、1921年製作・公開
- 『下町の娘』 : 主演不明、1921年7月29日公開
- 『生さぬ仲』 : 主演中山歌子・新井淳、原作柳川春葉、1921年12月30日公開

- 『子煩悩』 : 主演不明、原作伊原青々園、1922年1月14日公開
- 『恋の深川』 : 主演不明、1922年7月14日公開
- 『寒山寺の一夜』 : 主演不明、1922年8月20日公開 - 引退作